# Mîhailivka, Ivanivka
Mîhailivka (în ucraineană Михайлівка) este un sat în comuna Voskresenka din raionul Ivanivka, regiunea Herson, Ucraina.

## Demografie
Componența lingvistică a localității Mîhailivka
     Ucraineană (88,16%)
     Română (7,89%)
     Rusă (3,95%)
Conform recensământului din 2001, majoritatea populației localității Mîhailivka era vorbitoare de ucraineană (88,16%), existând în minoritate și vorbitori de română (7,89%) și rusă (3,95%).